# Mistr olomouckých madon
Mistr olomouckých madon byl moravský řezbář činný v Olomouci na konci 15. a v první čtvrtině 16. století. Je mu připisována řada moravských madon a také reliéf Narození Páně z Třebařova u Krasíkova, který je vystaven ve stálé expozici středověkého umění Národní galerie v Praze.

## Život
Starší literatura považovala Mistra olomouckých madon za žáka Veita Stosse, který přišel do Olomouce poté, kdy se roku 1496 rozpadla Stossova dílna v Krakově. Bližší souvislost však historici umění nalézají s vratislavskou sochařskou produkcí a v novějších publikacích je Mistr olomouckých madon považován za žáka Jakoba Beinharta (kolem 1460 – kolem 1525). Mezi olomouckou a Beinhartovou vratislavskou dílnou existovala zřejmě vzájemná výměna tovaryšů a dílenských náčrtů po celá dvě desetiletí 16. století.
Řezbář pracoval pro humanisticky vzdělaného šlechtice Ladislava z Boskovic (1455–1520), který zastával funkci nejvyššího komorníka Markrabství moravského. Datace děl Mistra olomouckých madon se shoduje s dobou, kdy Ladislav z Boskovic získal jednotlivá panství. Dílna pracovala také pro olomouckého biskupa Stanislava Thurza (asi 1470–1540), jehož bratr Jan byl biskupem ve Vratislavi. Augustiniánský klášter Corona Mariae v Třebařově, odkud pochází reliéf Narození Páně, byl spravován augustiniány-eremity z Jevíčka, kam byla kolem roku 1500 z olomoucké dílny dodána socha Madony z Jevíčka.

## Dílo

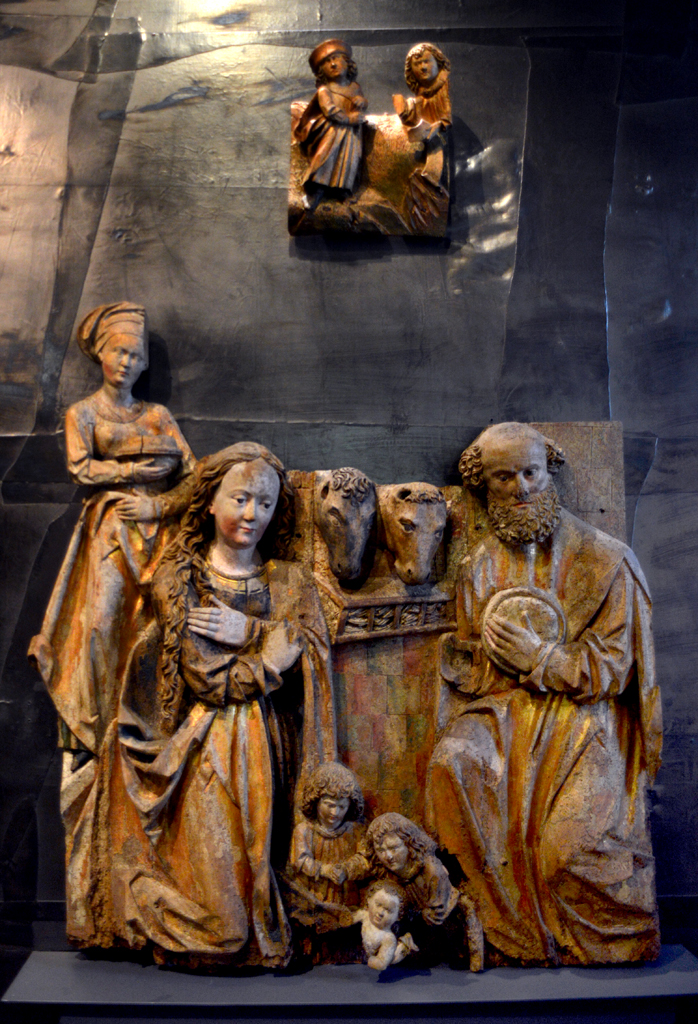
Mistr olomouckých madon, Reliéf Narození Páně z Třebařova u Krasíkova

Některé charakteristické znaky spojují díla Mistra olomouckých madon s vratislavskými sochami Jakoba Beinharta (vybočené koleno volné nohy, pramen vlasů splývající přes rameno, uspořádání drapérie). Vliv krakovské dílny Veita Stosse (kolem 1448–1533), kterou charakterizuje zejména dynamická pohybová složka, není v olomouckých sochách tak zřetelný. Analogie lze nalézt spíše ve formálních prvcích (kompozice, typika tváří, "uchovitý" záhyb vzniklý překlopením drapérie, baculatá tělíčka a kudrnaté vlasy Ježíšků), které ale přejímal i Jakob Beinhart. Oba zmínění sochaři byli silně ovlivněni tvorbou Nicolause Gerhaerta van Leyden (asi 1420/1430 – 1473; Veit Stoss je nově považován za Gerhaertova žáka) a jeho styl transformovali a přenášeli do další generace.
S výjimkou nejstarší Madony z Jevíčka, která se liší od dalších soch subtilností, klidným postojem a odlišným pojetím šatu, vykazují sochy z dílny Mistra olomouckých madon řadu shodných znaků: vysoko přepásaný plášť přidržovaný předloktím levé ruky, do rubu přetočený lem pláště pod rukou, diagonální záhyb splývající od kyčle zatížené nohy a ostré lámané záhyby drapérie ve tvaru "V" před břichem, širší tvář s vypouklým čelem a dvojitou bradou, nápadné krční svaly, široká a plochá ramena, pramen vlasů splývající přes rameno a vyplňující partii mezi krkem a ramenem.
Madona z Hradčan se liší ozdobným detaily v lemu výstřihu šatů, čelence a nástavci koruny, které mohly být převzaty z grafického listu Veita Stosse (sv. Jenovefa, 1490).
Starší literatura k dílně Mistra olomouckých madon řadila kamenný oltář sv. Jakuba z Rokytnice u Přerova, vykazující vliv Veita Stosse, reliéf Korunování P. Marie z Pavlovic u Kojetína a rovněž oltář z kostela Nanebevzetí P. Marie v Chrudimi, nyní považovaný za import z dílny Jakoba Beinharta, resp. jeho syna Christopha Beinharta (1527).

### Známá díla
- kolem 1500 Madona z farního kostela (předtím augustiniánského kláštera) v Jevíčku[10]
- kolem 1500 fragment Světice ze Skřípova, Moravská galerie v Brně
- 1507–1510 Assumpta z kostela Navštívení P. Marie v Jedlové[11]
- před 1510 Madona z kostela v Hradčanech-Kobeřicích
- Madona z Muzea umění Olomouc
- 1510–1515 Reliéf s Narozením Krista, původně klášter augustiniánů Corona Mariae v Třebařově, později soukr. sbírka, 1934 dílo odkoupila Národní galerie v Praze
- kolem 1510 Assumpta z Litovle (dříve soukr. sbírka v Brně, nezvěstná)
- Madona ze Štěpánova
- Madona z kostela sv. Vavřince ve Vysokém Mýtě[12]
- Assumpta z kostela Narození P. Marie v Mlýnickém Dvoře (nyní arcibiskupství Olomouc)[13]
- reliéf s Korunováním Panny Marie z farního kostela v Pavlovicích

### Okruh dílny Mistra olomouckých madon
- Sv. Jan Evangelista, sv. Jan Křtitel, bývalá sbírka Jaroslava Mathona (nedostupné)
- Sv. Barbora a sv. Jan z Konicka, bývalá sbírka Jaroslava Mathona (nedostupné)
- Madona z Kroměříže (1516–1517)
- Madona z kostela sv. Vavřince v Chornici (nyní arcibiskupství Olomouc)[14]
- reliéf Smrt P. Marie z Jívové, bývalá sbírka J. Mathona, nyní Národní galerie v Praze. Jedná se spíše o dílo ovlivněné následovníky Veita Stosse.